# John Heminges
John Heminges (istnieją też wersje nazwiska: Hemminge i Hemings) (ok. 1556–1630) – angielski aktor. Obecnie jest najbardziej znany z tego, że był jednym z redaktorów Pierwszego Folio, zbioru dzieł Williama Shakespeare’a wydanego w 1623 roku. Za życia pracował jako aktor dla King’s Men, był też managerem finansowym grupy. Występował na deskach Globe Theatre.
Prawdopodobnie to dla niego została stworzona postać Falstaffa.